# Nephodia gorgoniata
Nephodia gorgoniata är en fjärilsart som beskrevs av Max Joseph Bastelberger 1908. Nephodia gorgoniata ingår i släktet Nephodia och familjen mätare. Inga underarter finns listade i Catalogue of Life.